# ایلرت فالک-لوند
ایلرت فالک-لوند (انگلیسی: Eilert Falch-Lund; ۲۷ ژانویهٔ ۱۸۷۵ – ۲ فوریهٔ ۱۹۶۰) قایقران قایق بادبانی اهل نروژ بود.